# Artoriopsis expolita
Artoriopsis expolita là một loài nhện trong họ Lycosidae.
Loài này thuộc chi Artoriopsis. Artoriopsis expolita được Ludwig Carl Christian Koch miêu tả năm 1877.

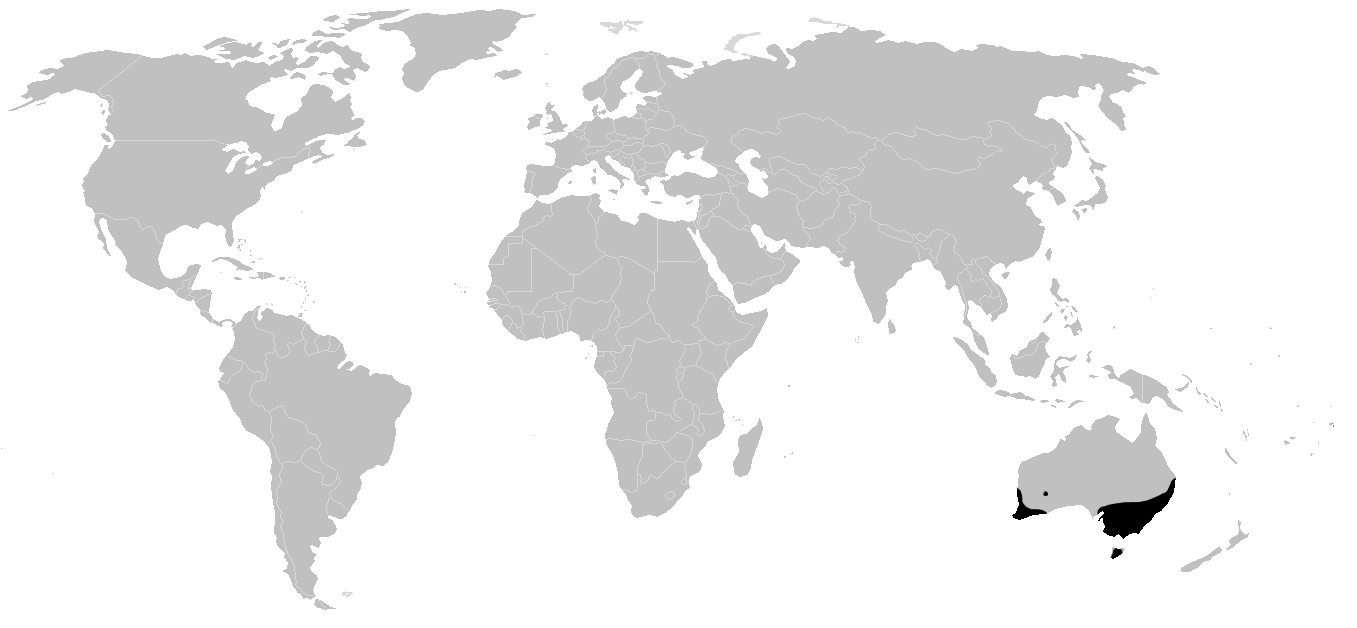
Verspreidingsgebied van Artoriopsis expolita